# Tania Makmur
Tania Makmur is een bestuurslaag in het regentschap Ogan Komering Ilir van de provincie Zuid-Sumatra, Indonesië. Tania Makmur telt 1854 inwoners (volkstelling 2010).